# Albert Carnice
Albert Carnice Company (* 24. März 1958) ist ein ehemaliger andorranischer Fußballspieler. Company spielte 2003/04 eine Saison beim CE Principat. Er kam 1996 im ersten offiziellen Länderspiel gegen Estland zum Einsatz. Weitere Berufungen folgten nicht mehr.